# Václav Machek
Václav Machek (Starý Mateřov, 27 dicembre 1925 – 1º novembre 2017) è stato un pistard cecoslovacco, dal 1992 ceco.

## Palmarès

### Olimpiadi
- 1 medaglia:
  - 1 argento (Melbourne 1956 nel tandem)